# 오미정 (시가현)
오미정(近江町)은 시가현 사카타군에 설치되었던 정이다.  2005년 10월 1일에 마이바라시에 편입되어 소멸하였다. 정명은 시가현 전체의 옛 국명 '오미쿠니'에서 유래한 참칭 지명이지만, '오미초'라는 정명이 채용된 배경에는 정제 시행 당시 '오미마와타' 브랜드로 알려진 진면의 일대 산지였던 것도 영향을 미치고 있다.

## 역사
- 1955년 4월 1일 - 사카타촌, 오키나가촌이 합병해 성립하였다.
- 2005년 10월 1일 - 마이바라시에 편입되었다. 동일 오미정은 폐지되었다.

## 교통

### 철도
- 서일본 여객철도
  - 호쿠리쿠 본선(비와코 선)